# Michael J. Pollard
Michael J. Pollard, nome artístico de Michael John Pollack Jr (Passaic, 30 de maio de 1939- Los Angeles, 21 de novembro de 2019) foi um actor norte-americano.

## Biografia
Começou a carreira na televisão, em programas e seriados. Conhecido por sua baixa estatura (1,68 m), interpretou nos anos de 1960, papéis de criança quando já tinha duas décadas de vida, como em Jornada nas Estrelas e Superboy.
Em 1967, interpretou seu mais lembrado papel no cinema, o gansgster C.W. Moss de Bonnie and Clyde, sendo indicado ao Oscar de melhor ator coadjuvante pela Academia de Artes e Ciências Cinematográficas e ao Globo de Ouro e premiado com o BAFTA de ator mais promissor do ano.
O ator Michael J. Fox tem afirmado em diversas ocasiões, entre elas a entrevista que deu ao programa Inside the Actors Studio, que o "J" em seu nome é uma homenagem a Pollard.

## Morte
Pollard morreu em novembro de 2019, aos 80 anos de idade.